# Urdomin (gmina)
Urdomin – dawna gmina wiejska istniejąca na przełomie XIX i XX wieku w guberni suwalskiej. Siedzibą władz gminy był Urdomin (lit. Rudamina).
Za Królestwa Polskiego gmina Urdomin należała do powiatu kalwaryjskiego w guberni suwalskiej.
Po odzyskaniu niepodległości przez Polskę i Litwę powiat kalwaryjski na podstawie umowy suwalskiej wszedł 10 października 1920 w skład Litwy.